# Halectinosoma unicum
Halectinosoma unicum är en kräftdjursart som beskrevs av Lang 1965. Halectinosoma unicum ingår i släktet Halectinosoma och familjen Ectinosomatidae. Inga underarter finns listade i Catalogue of Life.